# Huttig
Huttig – miasto w Stanach Zjednoczonych, w stanie Arkansas, w hrabstwie Union.